# Sven Väth
Sven Väth (nascido em 26 de outubro de 1964) é um DJ/produtor e três vezes vencedor do prêmio DJ Awards, cuja carreira na música eletrônica dura mais de 30 anos. O single "Electrica Salsa" com o grupo OFF lança sua carreira em 1986. Carinhosamente referido como "Papa Sven" pelos seus fãs, Sven Väth fez sua marca na comunidade da música sendo um dos "pop stars" alemães nos anos 1990, mantendo duas famosas boates na Alemanha, além da sua própria empresa, Cocoon, que abrange uma agência de reservas, gravadora, e um braço voltado a eventos. Ele é reconhecido por cultivar a cena da música eletrônica underground não apenas na Alemanha, como também em Ibiza, com sua noite própria na Amnesia por dezoito anos e pós-festas em locais criativos ao redor da ilha. Sven Väth é um grande defensor do vinil, usando apenas dois decks e um mixer para seus extensos sets, tendo o mais longo destes durado mais de 30 horas. 

## Biografia
Ambos os pais de Sven Väth eram da Alemanha Oriental. Eles escaparam separadamente e se conheceram por acaso no Ocidente quando eram muito jovens, em uma cidade perto de Frankfurt. Os dois se casaram e tiveram três filhos, incluindo Sven. Jovens de coração, seus pais saíam para dançar muitas vezes, e seu pai queria abrir um pub inglês, o que eles fizeram. O pub tinha uma pequena pista de dança, onde Sven foi apresentado a uma grande variedade de músicas, do rock'n'roll à discoteca.
No verão de 1980, Väth foi pela primeira vez a Ibiza depois de ouvir falar sobre na cena local em Frankfurt, onde ele morava na época. Usando seu subsídio de desempregado, Väth pediu carona de Barcelona e acabou passando três meses na ilha, dormindo em cadeiras de praia e distribuindo panfletos para os clubes para sobreviver. Foi naquele verão que ele decidiu se tornar um DJ, depois de se encantar com Ibiza e seu tempo lá. Quando ele voltou para a Alemanha, a mãe de Sven perguntou se ele aceitaria ser DJ no pub de seus pais. Sven alegremente concordou. Ele tinha 17 anos na época.

## Carreira
Apenas um ano depois, em 1982, Sven Väth foi convidado para tocar residência no clube Dorian Gray em Frankfurt am Main. Foi lá que ele conheceu Michael Münzing e Luca Anziloti e entrou na produção musical. Em 1985, os três se uniram como OFF (Organisation for Fun) e produziram a faixa “Bad News”, que ele trouxe com ele para Ibiza e ofereceu a Alfredo, Pippi e Cesar - DJs populares de Ibiza à época. No ano seguinte, em 1986, OFF inovou com sua nova faixa, "Electrica Salsa", do seu álbum de estreia, Organization For Fun.  A faixa se tornou um sucesso tão grande em toda a Europa que Sven se viu como uma sensação pop tocando com estrelas como Vanessa Paradis e Axel Bauer aos 22 anos de idade.  O álbum vendeu um milhão de cópias.
O grupo Off lançou uma série de singles e um segundo álbum, Ask Yourself, em 1989. Seu último single, "Move Your Body" foi lançado em 1990. Münzing e Anziloti seguiram para seu novo projeto, Snap!. 

### Omen
Aos 24 anos de idade em 1988, Väth abriu o clube de dança "Omen" em Frankfurt com Michael Münzing e Mattias Martinsohn. Anteriormente, estava aberto sob o nome "Vogue" e Väth tinha sido seu residente lá também por um período. O novo clube tornou-se um dos melhores clubes da Alemanha, conforme votado pela Groove Magazine e é considerado um dos berços do techno na Alemanha. Um pequeno filme alemão de doze minutos documenta como o clube se prepara para mais uma noite com cenas de pessoas na pista de dança entrevistadas por seus pensamentos sobre Omen. Dez anos depois, com o coração pesado, Sven decidiu fechar o clube em 1998. O fechamento veio em parte devido a problemas enfrentados com os proprietários e autoridades municipais. Na sua última festa, havia tantos festeiros que alto-falantes foram instalados do lado de fora e as pessoas dançavam na rua. A polícia não interveio na festa, exceto para bloquear o tráfego de carros.

### Eye Q & Harthouse Records

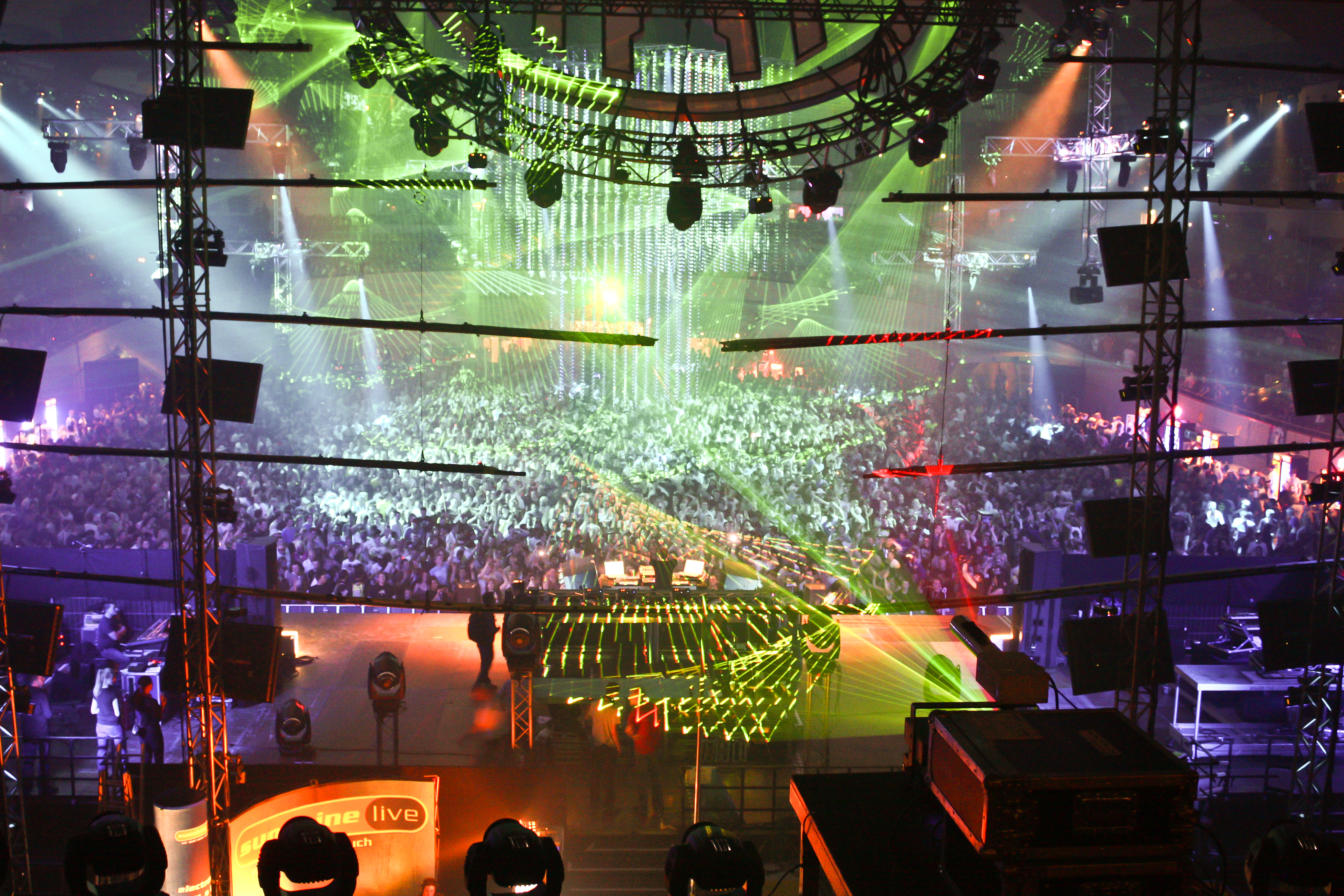
Mayday 2009 dortmund halle 1

A Eye Q foi iniciada em 1991 com Väth, Heinz Roth e Matthias Hoffman  que lançou dois dos mais conhecidos álbuns de Väth: Accident in Paradise  (1992) (que Mixmag nomeou um dos 50 melhores álbuns de dance de todos os tempos) e The Harlequin, the Robot, and the Ballet-Dancer (1994).  Em 1992, Sven também iniciou o selo Harthouse Records, no qual ele gravou sob o pseudônimo de Barbarella. A separação das duas gravadoras veio em 1997, quando Sven passou a trabalhar em outros projetos. Em 1998, as duas gravadoras declararam falência.

### Virgin
Sven Väth assinou um contrato de três álbuns com a gravadora Virgin Records em 1998.  Ele lançou Fusion (1998),  Contact (2000),  e Fire (2002).  Com o álbum Fusion, Väth percorreu o mundo inteiro com seu som de techno, electro e trip hop. O álbum também foi remixado por vários artistas e lançado em uma edição especial de seis discos de vinil. A Virgin também lançou uma compilação em 2000 de alguns dos melhores trabalhos de Väth na Eye Q Records. 

### Cocoon
Cocoon começou em 1996 como uma série de festas em que Sven iria derramar suas economias. O nome surgiu depois que Sven viu La Fura dels Baus em 1994, em Berlim, no Tempodrom. O show contou com adereços de casulos suspensos cheios de água, o que acabou inspirando o nome de seu próximo projeto representando metamorfose e mudança. Ele excursionou com o conceito em toda a Alemanha e até mesmo na América do Norte. Embora as festas o pressionassem monetariamente e não fossem totalmente bem-sucedidas, Väth decidiu reabrir o projeto em 1999, desta vez iniciando com uma agência de reservas. Depois que a agência foi estabelecida, o resto seguiu - eventos e depois a gravadora. 
A agência de reservas, estabelecida com a ajuda de Talida Wagner, tem muitos nomes famosos entre seus integrantes, como Ricardo Villalobos,  Matt John,  Dubfire  e o próprio Sven Väth. Hoje ele continua a fornecer reservas para artistas como Tobi Neumann,  Onur Özer, Raresh, e muitos outros. 
A Cocoon Recordings tem sido o ponto de partida de muitas das carreiras dos DJs de hoje. Artistas como Martin Buttrich, Loco Dice, Roman Flügel,  e Guy Gerber  tem todas as faixas lançadas através da Cocoon. Todo ano a gravadora lança uma compilação nomeada por uma letra do alfabeto (por exemplo, Cocoon Compilation A), a fim de mostrar o trabalho do artista assinado. O objetivo do selo era permitir que produtores aspirantes tivessem uma plataforma para lançar sua música sem ter que depender de um grande selo.  Em 2013, a marca comemorou seu 100º lançamento. 

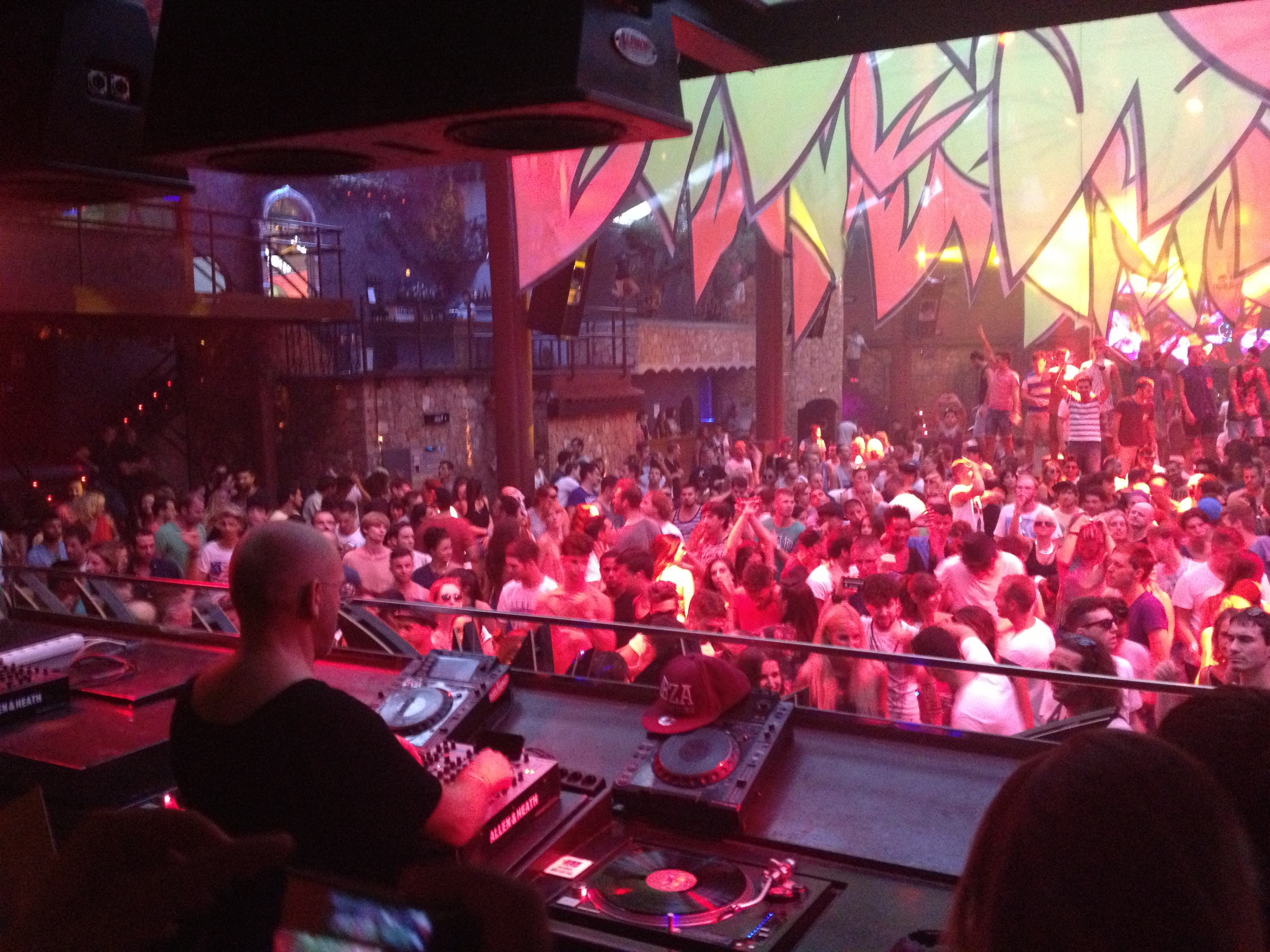
Sven Väth tocando sua festa Cocoon em Ibiza no clube Amnesia, em setembro de 2013

Na temporada de verão de 1999 em Ibiza, Mar T da Amnesia (boate) ofereceu a Sven que fizesse suas festas Cocoon no único dia em que a Amnesia estava fechada - às segundas-feiras. Após um período de teste de quatro festas, as festas Cocoon continuaram por quatorze segundas-feiras em 2000 e pelos próximos treze anos. A noite contou com uma série espetacular dos melhores DJs do mundo em música eletrônica, com artistas como Cassy, Carl Craig, Josh Wink, Adam Beyer, e Ricardo Villalobos  ocupando os decks. Depois de cada temporada, Väth lança um mix chamado “The Sound of a Season.”  As festas de segunda-feira do Väth no Amnesia promoveram o som underground de Ibiza em um momento em que o trance e a música comercial começaram a dominar a ilha. Todo ano, a equipe de Ibiza da Cocoon trabalha com um novo tema para criar uma atmosfera empolgante e diferente para cada temporada. Johannes Goller, amigo de longa data de Sven, lidera a equipe desde o início na produção de cada temporada de sucesso. Cocoon também é famosa por ter pós-festas em vários locais em Ibiza e Formentera, que eram muitas vezes ilegais, e às vezes fechadas pela polícia. As festas Cocoon também cultivaram “Heróis Cocoon” (o tema da 12ª temporada), como Richie Hawtin, Loco Dice, Dubfire, e Cassy ao lado de Sven, todos eles reunindo às segundas-feiras para tocar longos sets no terraço e na sala principal da boate. As segundas-feiras da Cocoon na Amnesia continuaram fortes até 2018. Em 2018, Cocoon foi transferida para Pacha.

#### Cocoon Frankfurt
Em 2004, Väth abriu a casa Cocoon em Frankfurt. Considerado o sucessor do empenho de Sven em Omen, o Cocoon Club também era muito popular. DJs de techno, house e trance eram vistos por lá regularmente, alguns dos mais conhecidos sendo Richie Hawtin, Ricardo Villalobos, Armin van Buuren, e Above & Beyond. Alguns dos DJs residentes incluem o próprio Väth, DJ Karotte, Toni Rios, C-Rock e Sidney Spaeth. O edifício continha dois restaurantes administrados por um chef famoso, lounges e uma arquitetura interessante com nichos em forma de casulo para as pessoas aproveitarem. Em novembro de 2012, Sven fechou o Cocoon Club devido à falência.

## Vida pessoal

### Família
Sven Väth tem dois filhos. Ele tem uma filha que nasceu em 1989. Em 1991, ele conheceu Nina Peter, uma vienense designer de acessórios de moda de couro, durante uma festa particular em sua própria casa em Ibiza. Eles se casaram na Tailândia com uma cerimônia budista em 2008, e três anos depois, seu filho Tiga nasceu em Viena em 26 de julho de 2011. Väth é amigo do renomado DJ / produtor canadense Tiga deu a seu filho este nome. Em 2012, Väth e Peter se separaram. Sven tem dois irmãos, um dos quais é diretor de arte e DJ, e o outro proprietário de uma floricultura.

### Vida
Väth passou sua infância perto de Frankfurt. À medida que envelhecia, ele passava seus verões em Ibiza e o resto do ano em Frankfurt, entre as turnês mundiais. Agora, Väth tem uma casa em Ibiza, onde ele costuma passar de seis a oito meses do ano, incluindo a temporada de verão para suas festas Cocoon na Amnesia. Em 2013, ele decidiu se mudar para Londres para reviver sua cultura, arte e festas.
Depois de muitos anos de discotecagem e festas, Väth acredita em cuidar da mente e do corpo. Ele aprendeu disciplina da Aiurveda, que ele aprendeu quando morou em Goa, onde conheceu um aiurvédico. Como as constantes longas noites e as viagens podem ser bastante cansativas, Väth tenta viver o mais saudável possível. De outubro a janeiro ele segue estritamente um regime de alimentação aiurvédica sem carnes, açúcares ou álcoois. Quando sua filha nasceu, ele parou de usar cocaína e alguns anos depois parou de fumar também.

### Vinil
Um forte defensor do vinil, Väth só toca músicas que foram lançadas em vinil em seus sets. Ele menciona na entrevista do IMS 2013: "Eu gosto de ir à loja de discos e conversar com as pessoas... Eu apenas gosto muito disso." Ele também menciona frequentemente que seus pertences mais preciosos são os seus discos. Ele diz que "um disco bem fabricado, tocado com um bom sistema de pick-up em um bom console de pré-amplificação/mixagem simplesmente soa melhor do que qualquer um de seus concorrentes digitais. O vinil é O meio para todos que definem valores altos em um bom som". Ele é um dos poucos top 30 DJs, de acordo com o Resident Advisor, a continuar a usar apenas toca-discos e mixers quando DJ, que ele descreve como seus "instrumentos". Quando ele soube que a Technics estava interrompendo a fabricação de seus renomados toca-discos SL-1200, ele comparou a um pianista ao saber que não haveria mais pianos de cauda feitos. 

## Discografia

### Álbuns solo
- Accident in Paradise (Eye Q, 1992) (Warner Bros. Records, 1993, U.S.)
- The Harlequin, the Robot, and the Ballet Dancer (Eye Q, 1994) (Warner Bros. Records, 1995, U.S.)
- Touch Themes Of Harlequin - Robot - Ballet-Dancer (Eye Q, 1995)
- Fusion (Virgin Records, 1998)
- Six in the Mix (The Fusion Remix Collection '99) (Virgin Records, 1999)
- Contact (Ultra Records, 2000) (também lançado com a Virgin Records)
- Fire (Virgin Records, 2002)
- Fire Works (remixes de faixas do álbum Fire) (Virgin Records, 2003)

### Colaborações e outros álbuns
- Barbarella – The Art of Dance (Eye Q, 1992; with Ralf Hildenbeutel)
- Astral Pilot – Electro Acupuncture (Eye Q, 1995; with B-Zet)
- Der Kalte Finger (Eye Q, 1996; with B-Zet)
- Retrospective 1990-1997 (versão disco único) (WEA Records, 2000)
- Retrospective 1990-1997 (versão disco duplo) (Club Culture, 2000) (também lançado pela Warner Music no Japão)
- Allan Gauch (Virgin Records 1997-2002)

### Álbuns de mix
- DC's Hand Picked Mix Tape
- The Sound of The First Season (Versão Disco Único 2000)
- The Sound of The Second Season - Noche Y Dia (Versão Disco Duplo 2001)
- The Sound of The Third Season (Com Richie Hawtin) (Versão Disco Único 2002)
- The Sound of The Fourth Season (Versão Disco Duplo 2003)
- The Sound of The Fifth Season (Versão Disco Único 2004)
- The Sound of The Sixth Season (Versão Disco Duplo 2005)
- The Sound of The Seventh Season (Versão Disco Duplo 2006)
- The Sound of The Eighth Season (Versão Disco Duplo 2007)
- The Sound of The Ninth Season (Versão Disco Duplo 2008)
- The Sound of The Tenth Season (Versão Disco Duplo 2009)
- The Sound of The Eleventh Season (Versão Disco Duplo 2010)
- The Sound of The Twelfth Season (Versão Disco Duplo 2011)
- The Sound of The Thirteenth Season (Versão Disco Duplo 2012)
- The Sound of The Fourteenth Season (Versão Disco Duplo 2013)
- The Sound of The Fifteenth Season (Versão Disco Duplo 2014)
- The Sound of The Sixteenth Season (Versão Disco Duplo 2015)
- The Sound of The Seventeenth Season (2016)
- The Sound of The 18th Season (2017)
- The Sound of The 19th Season (2018)

### Singles
- "L'Esperanza" #5 Hot Dance Club Play; #63 UK (1993)
- "Ritual of Life" (Eye Q, 1993)
- "Ballet-Fusion" (Eye Q, 1994)
- "Fusion - Scorpio's Movement" (Virgin Records, 1997)
- "Breakthrough" (Virgin Records, 1998)
- "Face It" (Virgin Records, 1998)
- "Omen A.M." (Virgin Records, 1998)
- "Schubdüse" (Virgin Records, 1998)
- "Sounds Control Your Mind" (Virgin Records, 1998)
- "Augenblick" (Virgin Records, 1999)
- "Dein Schweiß" (Virgin Records, 1999)
- "Discophon" (Virgin Records, 1999)
- "Barbarella" (remix) (Club Culture, 2000)
- "L'Esperanza" (remix) (Club Culture, 2000)
- "My Name is Barbarella" (Code Blue, 2000)
- "Je t'aime... moi non plus" (featuring Miss Kittin) / Design Music (Virgin Records, 2001)
- "Strahlemann Und Söhne" (remix) (Virgin Records, 2001)
- "Mind Games" (Virgin Records, 2002)
- "Set My Heart on Fire" (Virgin Records, 2002)
- "Komm" (Cocoon Recordings, 2005)
- "Spring Love" (Datapunk, 2006)
- "The Beauty and The Beast" (Cocoon Records 2008)